# Marzyciel
Marzyciel (ang. Finding Neverland) – film z 2004 roku, opowiadający opartą na faktach historię pisarza Jamesa Matthew Barriego – autora Piotrusia Pana.

## Fabuła
Po porażce swojej ostatniej sztuki, pisarz James Matthew Barrie zaprzyjaźnia się z młodą wdową, Sylvią Llewelyn-Davies, oraz jej czterema synami. Z chłopcami i ich matką zaczyna spędzać więcej czasu niż we własnym domu, co nie podoba się jego żonie, Mary. Wspólne zabawy z Daviesami podsuwają Barriemu pomysł do opowieści o chłopcach, którzy nie chcą dorosnąć. Pisze sztukę o Piotrusiu Panu, która wbrew obawom okazuje się ogromnym sukcesem. W międzyczasie okazuje się jednak, że Sylvia jest ciężko chora. Barrie wystawia przedstawienie w jej domu, podczas którego ona umiera. Po jej śmierci, zgodnie z wolą Sylvii, wraz z babką chłopców zostaje ich opiekunem.

## Obsada i twórcy
Film został wyreżyserowany przez Marca Forstera, twórcę filmu Czekając na wyrok, scenariusz zaadaptował David Magee ze sztuki Człowiek, który był Piotrusiem Panem. W filmie wykorzystano utwór Eltona Johna.
W głównych rolach wystąpili Johnny Depp i Kate Winslet. Udział wzięli także: Dustin Hoffman, Julie Christie oraz Radha Mitchell.
W filmie występuje pies rasy landseer.

### Obsada
- Johnny Depp – James Barrie
- Kate Winslet – Sylvia Llewelyn Davies
- Dustin Hoffman – Charles Frohman
- Radha Mitchell – Mary Barrie
- Ian Hart – sir Arthur Conan Doyle
- Kate Maberly – Wendy Darling
- Julie Christie – Mrs. du Maurier
- Kelly Macdonald – Piotruś Pan
- Freddie Highmore – Peter Llewelyn Davies
- Luke Spill – Michael Llewelyn Davies
- Joe Prospero – Jack Llewelyn Davies
- Nick Roud – George Llewelyn Davies

## Różnice między scenariuszem a rzeczywistością
W rzeczywistości:
- Było pięciu chłopców zamiast czterech.
- Arthur Llewellyn-Davies wciąż żył, gdy Barrie poznał Sylvię i jej synów.
- Arthur Llewellyn-Davies żył również w czasie, gdy Barrie wystawiał Piotrusia Pana. Zmarł dopiero 3 lata po premierze sztuki.
- Sylvia Llewelyn Davies zmarła dopiero 6 lat po premierze sztuki.
- Mary Ansell, żona Barriego, była aktorką i występowała w jego sztukach. Romans z Gilbertem Cannanem nawiązała dopiero 5 lat po premierze sztuki.

## Nagrody
Amerykańska Akademia Sztuki i Wiedzy Filmowej – Oscar
- Najlepsza muzyka oryginalna – Jan Kaczmarek
- nominacja: Najlepszy film
- nominacja: Najlepszy aktor pierwszoplanowy – Johnny Depp
- nominacja: Najlepszy scenariusz adaptowany – David Magee
- nominacja: Najlepsza scenografia – Gemma Jackson, Peter Russell, Trisha Edwards
- nominacja: Najlepsze kostiumy – Alexandra Byrne
- nominacja: Najlepszy montaż – Matt Chesse

Hollywoodzkie Stowarzyszenie Prasy Zagranicznej – Złote Globy 2004
- nominacja: Najlepszy dramat
- nominacja: Najlepszy aktor w dramacie – Johnny Depp
- nominacja: Najlepszy reżyser – Marc Forster
- nominacja: Najlepszy scenariusz – David Magee
- nominacja: Najlepsza muzyka – Jan Kaczmarek

Brytyjska Akademia Sztuk Filmowych i Telewizyjnych – BAFTA
- nominacja: Najlepszy film
- nominacja: Nagroda im. Davida Leana za najlepszą reżyserię – Marc Forster
- nominacja: Najlepszy scenariusz adaptowany – David Magee
- nominacja: Najlepsze zdjęcia – Roberto Schaefer
- nominacja: Najlepszy aktor pierwszoplanowy – Johnny Depp
- nominacja: Najlepsza aktorka pierwszoplanowa – Kate Winslet
- nominacja: Najlepsza aktorka drugoplanowa – Julie Christie
- nominacja: Nagroda im. Anthony’ego Asquitha za najlepszą muzykę filmową – Jan Kaczmarek
- nominacja: Najlepsza charakteryzacja
- nominacja: Najlepsza scenografia – Gemma Jackson, Peter Russell, Trisha Edwards
- nominacja: Najlepsze kostiumy – Alexandra Byrne

Międzynarodowy Festiwal Filmowy w Wenecji
- Nagroda Specjalna: Nagroda Laterna Magica – Marc Forster

Akademia Science Fiction, Fantasy i Horroru – Saturn
- nominacja: Najlepsza kreacja młodego aktora lub aktorki – Freddie Highmore
- nominacja: Najlepszy aktor – Johnny Depp

Screen Actors Guild – Aktor
- nominacja: Najlepszy aktor w roli głównej – Johnny Depp
- nominacja: Najlepszy aktor w roli drugoplanowej – Freddie Highmore
- nominacja: Najlepszy filmowy zespół aktorski – Dustin Hoffman, Freddie Highmore, Joe Prospero, Johnny Depp, Julie Christie, Kate Winslet, Luke Spill, Nick Roud, Radha Mitchell

Międzynarodowa Akademia Prasy – Złota Satelita
- nominacja: Najlepszy aktor w dramacie – Johnny Depp
- nominacja: Najlepsza muzyka – Jan Kaczmarek

Amerykańska Gildia Producentów Filmowych – Złoty Laur
- nominacja: Nagroda im. Darryla F. Zanucka dla najlepszego producenta filmowego – Nellie Bellflower, Richard N. Gladstein

Amerykańska Gildia Reżyserów Filmowych
- nominacja: Najlepsze osiągnięcie reżyserskie w filmie fabularnym – Marc Forster

'Amerykańska Gildia Scenografów
- nominacja: Najlepsza scenografia w filmie kostiumowym lub fantasy – Gemma Jackson, Peter Russell, Trisha Edwards

Amerykańskie Stowarzyszenie Montażystów – Eddie
- nominacja: Najlepszy montaż dramatu – Matt Chesse

MTV Movie Awards – Złoty Popcorn
- nominacja: Przełomowa rola męska – Freddie Highmore

Nagrody Amerykańskiej Publiczności (People’s Choice) – Kryształowa Statuetka
- nominacja: Ulubiony dramat
- nominacja: Ulubione ekranowe dopasowanie – Johnny Depp & Kate Winslet